# Stapleton (Bristol)
Stapleton – dzielnica miasta Bristol, w Anglii, w Bristol, w dystrykcie (unitary authority) Bristol. W 1891 roku civil parish liczyła 14 589 mieszkańców.